# Новая Покровка (Одесская область)
Но́вая Покро́вка — село, Суворовская поселковой община, Измаильский район, Одесская область, Украина.

## География

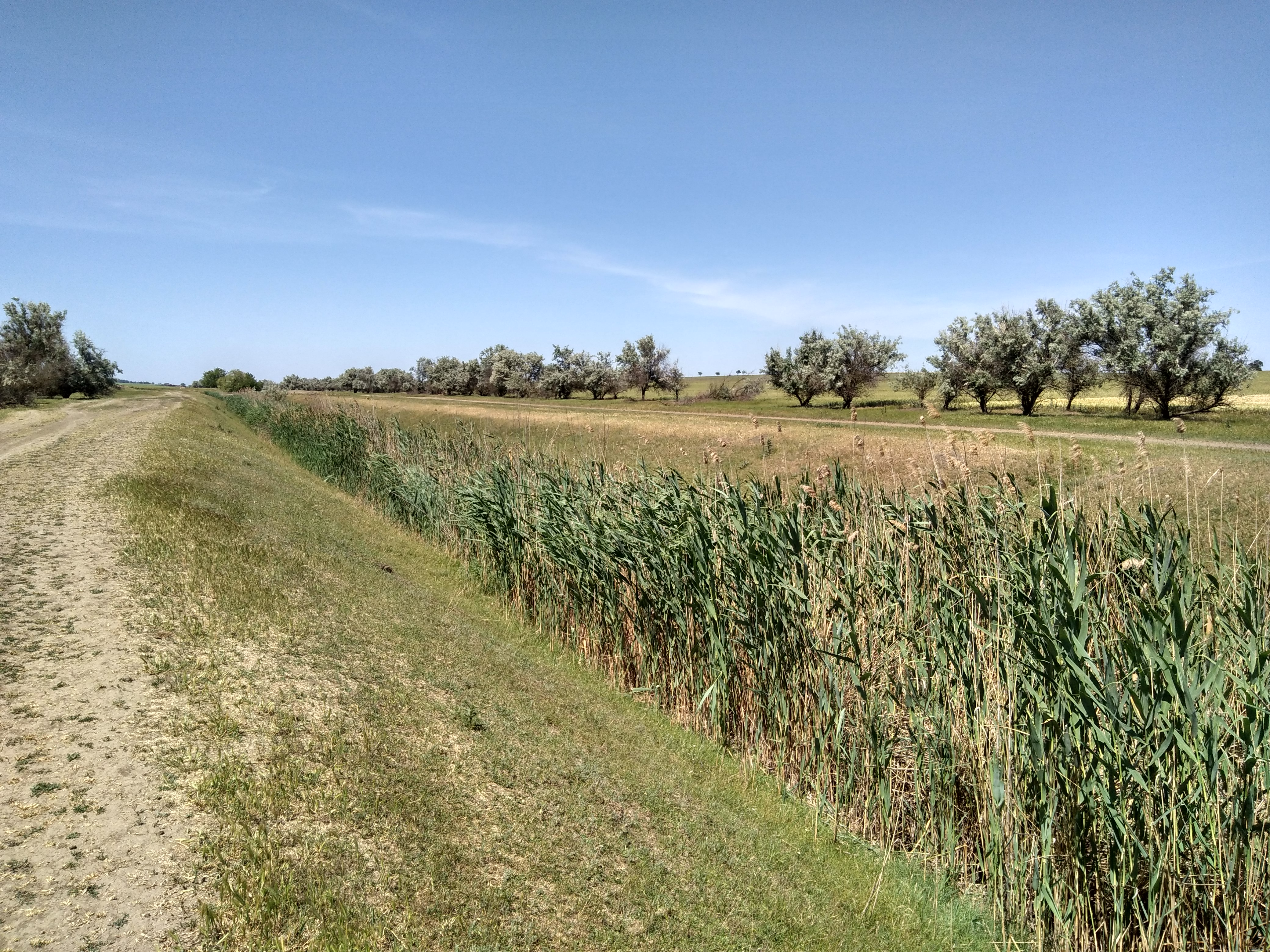
Река Еника на южной окраине Новой Покровки

Село расположено на берегах реки Еника. В 8 километрах к востоку находится озеро Китай, в 10 километрах к юго-западу — озеро Катлабух, в 44 километрах к юго-востоку — Чёрное море.
В 32 километрах к юго-западу находится районный центр — Измаил, в 147 километрах к северо-востоку расположен областной центр — Одесса.
В 6,5 километрах к северу проходит автомобильная дорога М-15 (E 87).

## Население
По данным переписи населения Украины 2001 года по Новопокровскому сельскому совету:
| Язык       | %       |
| ---------- | ------- |
| молдавский | 76,56 % |
| русский    | 19 %    |
| болгарский | 3,41 %  |
| гагаузский | 0,23 %  |
| украинский | 0,23 %  |

| 1969 | 2001 |
| ---- | ---- |
| 1148 | 879  |

## История
В 1830 году 46 семей болгарских переселенцев из села Драгоданово Сливенской области Болгарии основали село Новая Покровка. Всего — 275 человек.
В 1862 году жители Новой Покровки основали в Приазовье село Фёдоровка.
В 1913 году колония Ново Покровка относилась к коммуне Ново-Покровка Измаильского уезда Бессарабской губернии.
В 1964—1967 годах в селе построено 30 жилых домов.
В 1969 году в селе располагался колхоз имени Советской Армии зерно-молочного направления, имевший 1799 гектаров земли. Также занимался виноградарством и разведением рыбы, имелось две ремонтных мастерских. В селе была восьмилетняя школа, библиотека, клуб, швейная и сапожная мастерские.

## Социальная сфера
- Гимназия
- Почтовое отделение